# Ronan Barrot
Pour les articles homonymes, voir Barrot.
Ronan Barrot, né le 13 février 1973 à Carpentras dans le Vaucluse, est un peintre français. 
Il vit et travaille à Paris.

## Biographie
Ronan Barrot entre en 1991 à l'École nationale supérieure des beaux-arts à Paris. Parmi ses professeurs Jean-François Debord, Ouanès Amor, Vincent Bioulès et Jean-Michel Alberola. En 1995, grâce à une bourse Erasmus, il séjourne quatre mois à l'atelier Baselitz à l'université des arts de Berlin et, en 1997, avec une bourse Colin-Lefrancq, il effectue un séjour à Tokyo et à Kyoto. Le critique d'Art Olivier Céna le remarque lors de l'exposition des diplômés des beaux-arts en 1998.
En 1999, Barrot présente sa première exposition personnelle dans un espace privé, à l'île d'Arun, en Bretagne, puis en 2001, la galerie Trafic, alors située à Ivry-sur-Seine, organise sa première exposition : « Cataractes ». Il expose au musée Marc-Chagall (Nice) en 2006.

## Collaboration avec la galerie Claude Bernard
Ronan Barrot est représenté par la galerie Claude Bernard depuis 2007 qui lui consacre de nombreuses expositions personnelles et collectives. Son travail est défendu par les critiques Richard Leydier, Michel C. Thomas, Eric Darragon ou Philippe Dagen qui écrit : 

« On songe à des soirs de bataille, des nuits de captivité. À travers les tempêtes de peinture qu'il déchaîne, Barrot rejoint Géricault, Delacroix, Courbet. Attention au mot : “rejoint” signifie qu'il se retrouve à leurs côtés, mais sans les avoir imités à aucun moment. »

Enfin, le philosophe Paul Audi a présenté deux de ses expositions au musée d'art et d'histoire Louis-Senelcq, à l'Isle-Adam (Val d'Oise) et au Musée Gustave Courbet, à Ornans(Doubs). .
En 2006, son œuvre est reconnue avec la participation à la FIAC au Grand Palais avec la galerie Claude Bernard, Paris, à La Force de l'art, Grand Palais, Paris et au musée Picasso de Vallauris dans une exposition intitulée « Barrot Pencreac'h Picasso ».

## Réception critique
Au sujet des peintures de Ronan Barrot, Éric Vuillard écrit dans un article publié dans le catalogue de l'exposition Pendant la répétition (galerie Claude Bernard, 2014) : 

« "Je voudrais une peinture qui parle mais qui soit dense comme une pierre", m'a dit un jour Barrot. Cette tension est celle du sens et de la plénitude concrète, celle de la matière et du discours. Dans les paysages de Ronan Barrot, l'arbre est bu par la colline, par le ciel, par l'ombre et la lumière, le houppier est pris dans le noir du crêt. Voici l'échange jamais résolu entre la signification et les formes. D'où que l'on éprouve des sentiments si divers devant le doux visage dans la pénombre, mais aussi devant ces longs paysages donc chaque volet est indépendant et qui forment toutefois ensemble une sorte de chemin de fuite vers la droite, depuis les vestiges illisibles qui trônent à l'amorce gauche du tableau jusqu'au bord désertique et inhumain. »

Pour Valerie Duponchelle du Figaro en 2014, Ronan Barrot est un « personnage original et détonnant dans le monde de l'art contemporain », mais aussi le peintre de la gentry parisienne.

## Œuvres (sélection)
- Marie-Madeleine (2004), huile sur toile (195 × 130 cm)[11], collection privée
- Léda et le cygne (2005), huile sur toile (195 × 130 cm), collection privée
- La Main (2005), huile sur toile (195 × 130 cm), collection privée
- Paysage (2006, en couverture du magazine Télérama du 6 janvier 2007), huile sur toile
- Le 17 octobre 1961 à Paris (2006), huile sur toile (202 × 275 cm), collection privée
- Blaue Blume (2007), huile sur toile (250 × 200 cm), galerie Claude Bernard
- Le Cerf (2007), huile sur toile (200 × 250 cm), galerie Claude Bernard
- Sur l'herbe (2007), huile sur toile (250 × 200 cm), collection privée
- Pierre Autin-Grenier (2007), huile sur toile (146 × 114 cm), collection de l'artiste
- Lariboisière (2008-2009), huile sur toile (200 × 160 cm), galerie Claude Bernard
- La grille (2008-2009), huile sur toile (300 × 200 cm), galerie Claude Bernard
- Sur l'herbe (2009), huile sur toile (250 × 200 cm), Fondation pour l'art contemporain Claudine et Jean-Marc Salomon
- Nous viendrons vous chercher (2009), huile sur toile (300 × 500 cm), galerie Claude Bernard
- La Pioche (2010), huile sur toile (250 × 200 cm)

## Expositions

### Principales expositions personnelles
- 2020-2021
  - Galerie 21 Contemporary, Nice[12]
- 2017
  - Festival d'Avignon, Église des Célestins, 8-26 juillet
  - Galerie municipale Julio-González, Arcueil[13]
  - Brafa, galerie Claude Bernard, Bruxelles
- 2016
  - Ronan Barrot - Peintures, château de Courcelles, Montigny-lès-Metz
  - Peintures, stand de la Galerie Claude Bernard à Paris Art Fair (Grand Palais)
- 2015
  - Point de fuite, galerie Sam Dukan, Leipzig, Allemagne
- 2014
  - Écrire la guerre, La maison du Banquet & des générations, éditions Verdier, Lagrasse
  - Pendant la répétition, galerie Claude Bernard, Paris (catalogue)
- 2013
  - Escande, musée Gustave Courbet, Ornans
- 2012
  - Escande, musée d’art et d’histoire Louis-Senlecq de L’Isle-Adam
- 2010
  - Ronan Barrot, galerie Claude Bernard, Paris (catalogue)
- 2009
  - Ronan Barrot, Espace Fernet-Branca, Saint Louis (catalogue)
  - Ronan Barrot, Stand de la Galerie Claude Bernard, Paris
  - Ronan Barrot, Arte Fiera Bologna, Stand de la Galerie Claude Bernard, Bologne
- 2007
  - Peintures, galerie Claude Bernard, Paris (catalogue)
- 2006
  - Peintures, musée national Marc Chagall, Nice (catalogue)
  - Paris, galerie Éric Mircher, Paris
- 2005
  - À la française, galerie Trafic, Ivry-sur-Seine
- 2004
  - Le Seuil, Notre-Dame de la Sagesse, Paris
- 2003
  - Au Manoir, Cologny, Genève            
  - Hors Série, galerie Trafic, Ivry-sur-Seine (catalogue)   
  - Paysages, Espace Jean Boucher, Cesson-Sévigné (catalogue)
- 2002
  - Paysages, galerie La Tour des Cardinaux, Marseille
- 2001
  - Cataractes, galerie Trafic, Ivry-sur-Seine 2000 Peintures, galerie R.Y. Carrat, Paris
- 1999
  - Vanités, La Poudrière, Île d’Arun

### Expositions collectives
- 2023 : « Immortelle. La vitalité de la jeune peinture figurative française »[14], commissariat de Numa Hambursin et Amélie Adamo, MO.CO., Montpellier

- 2016
  - The lines of life are various, like roads and the contours of the mountains, galerie Bernard Ceysson - Wandaff, Luxembourg
  - Courbet et la nature. Regards croisés. Abbaye d’Auberive
- 2014
  - Névralgies I, galerie Maya Muller, Paris (commissariat Myriam Mihnidou, Simon Njami)
  - L’Accrochage, résidence du Consul de France, Rio de Janeiro, Brésil
- 2013
  - ART PARIS, Grand Palais, galerie Claude Bernard, Paris             
  - L’arbre qui ne meurt jamais, musée de Neuilly-sur-Seine
  - « E-motion » - Collection Bernard Massini, Fondation Maeght, Saint-Paul-de-Vence
- 2012
  - ART PARIS, Grand Palais, galerie Claude Bernard, Paris  
  - La Belle peinture est derrière nous, Lieu unique, Nantes
- 2011
  - Ronan Barrot et Denis Monfleur (catalogue)                            
  - À Glimpse of French Contemporary Painting, Macau, Chine (catalogue)
- 2010
  - C’est la vie ! Vanités de Caravage à Damien Hirst, musée Maillol, Paris (catalogue)           
  - L’œil à l’état sauvage, collection Jean-Claude Volot, crypte sainte-Eugénie, Biarritz (catalogue)
  - Collection 3, peinture et dessin dans la collection Claudine et Jean-Marc Salomon, Alex (catalogue)
  - La Belle peinture est derrière nous, Sanat Limani-Antrepot 5, Istanbul
- 2009
  - Animal Hits, galerie Charlotte Moser, Genève
- 2008
  - Arte Fiera Bologna, accrochage de groupe, Stand de la Galerie Claude Bernard, Bologne
  - Accrochage de groupe, galerie Claude Bernard, Paris   Silhouettes, musée de Sérignan, Sérignan
- 2007
  - De leur temps, musée de Grenoble, Grenoble
  - ART PARIS, Grand Palais, galerie Claude Bernard, Paris
- 2006
  - FIAC, Grand Palais , galerie Claude Bernard, Paris
  - La force de l’art, Grand Palais, Paris (catalogue)
  - Exposition Antoine Marin, Espace municipal, Arcueil   
  - Barrot - Pencréac’h - Picasso, musée national Picasso La Guerre et la Paix, Vallauris
- 2005
  - FIAC, Porte de Versailles, galerie Claude Bernard, Paris          
  - Scope  Art Fair, galerie Eric Mircher, Londres                
  - My favorite things, musée d’Art contemporain, Lyon (catalogue)    
  - Léda, galerie Trafic, Ivry sur Seine (catalogue)
- 2004
  - Barrot et Pencréac’h, Vacances bleues, Marseille
- 2002
  - Un cabinet d’amateur, galerie Trafic, Ivry sur Seine
- 2000
  - Le voile de Véronique, Église de Saint Séverin, Paris
- 1999
  - Le voile de Véronique, galerie Saint Séverin, Paris       
  - Action directe, Espace privé, Paris

### Collections
- MAMCS, Strasbourg
- FRAC Île-de-France-Le Plateau
- Fondation Massini, Nice
- Collection Salomon, Alex
- Collection Volot, Abbaye Auberive
- Commune de Cologny

## Livres illustrés
- Là-haut de Pierre Autin-Grenier, Éditions du Chemin de fer, 2005
- Figures Balzac : trente-six portraits de La Comédie humaine vus par trente-six artistes, collectif, éditions du Chemin de fer, 2008
- Elodie Cordou, la disparition de Pierre Autin-Grenier, Éditions du Chemin de fer, 2010
- Abonné.e.s Absent.e.s de Jean-Louis Massot, éditions Le Chat Polaire, 2021